# Herpeperas lavendula
Herpeperas lavendula là một loài bướm đêm trong họ Noctuidae.